# Willkommen im Club (2013)
Willkommen im Club ist ein deutscher Fernsehfilm von Oliver Schmitz aus dem Jahr 2013 mit Richy Müller und Lisa Martinek in den Hauptrollen, der im Auftrag für Sat.1 produziert wurde.

## Handlung
Die Ehe von Thilo und Mona Wagner bröckelt gerade ein wenig. Da soll ein gemeinsamer Urlaub zur größten kanarischen Insel Teneriffa Abhilfe schaffen. Mit dem Flugzeug gut angekommen, fahren sie zu ihrem Hotel, wo aber gerade ein Boot mit völlig entkräfteten afrikanischen Flüchtlingen gestrandet ist. Darunter befindet sich der elfjährige Jamaal, der sich mit seinem Kummer direkt an das gerade angereiste Ehepaar Wagner wendet, weil er gehört hat, dass sie aus Deutschland kommen, wo sein Vater derzeit wohnt. Jamaal will mit den Wagners den Urlaub zusammen verbringen und anschließend mit ihnen nach Deutschland fliegen.

## Hintergrund
Willkommen im Club wurde unter dem Arbeitstitel Familie ohne Grenzen vom 10. April 2013 bis zum 14. Mai 2013 auf Mallorca und Umgebung gedreht.

## Kritik
Die Kritiker der Fernsehzeitschrift TV Spielfilm vergaben die bestmögliche Wertung, indem sie mit dem Daumen nach oben zeigten und schrieben: „Ein Hoch auf Mutige und Weltverbesserer“.